# Pat Martino
Pat Martino, nato Patrick Carmen Azzara (Filadelfia, 25 agosto 1944 – 1º novembre 2021), è stato un chitarrista e compositore statunitense di musica jazz.
Noto per la velocità di esecuzione e per la grande padronanza dello strumento, è considerato da molti musicisti uno dei migliori chitarristi jazz di sempre.

## Biografia
Martino inizia molto presto a suonare la chitarra, diventando professionista a soli 15 anni. All'inizio della carriera suona e registra con musicisti importanti nel panorama jazzistico quali Willis Jackson ed Eric Kloss. Collabora, inoltre, con noti organisti tra i quali Jack McDuff, Trudy Pitts, Jimmy Smith, Don Patterson e Richard Groove Holmes.
Tra gli anni '60 e '70 registra molti album, sia in qualità di bandleader sia come turnista.
Nel 1980 un aneurisma cerebrale gli è quasi fatale. L'operazione che ne consegue provoca in Pat una forte amnesia, tanto da non riuscire a riconoscere, in un primo momento, nemmeno i propri genitori. Perde anche ogni ricordo legato alla chitarra e alla sua carriera musicale. Grazie all'aiuto degli amici, all'ausilio del computer e all'ascolto dei suoi vecchi dischi, Pat riesce a compiere una incredibile riabilitazione "imparando" di nuovo a suonare la chitarra. L'album del 1987 The Return segna il suo ritorno alla musica.

## Discografia
Album

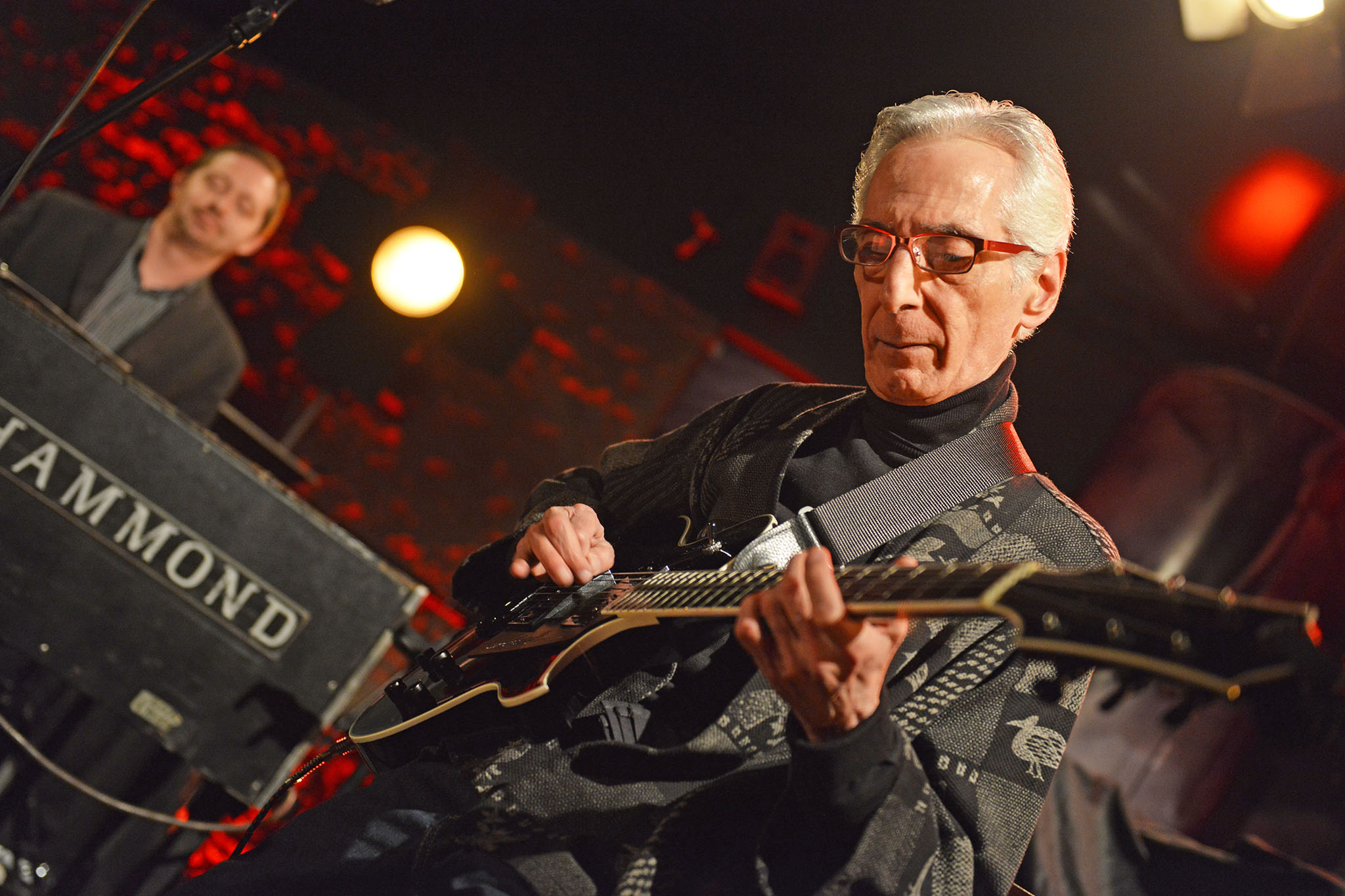
Pat Martino Trio al "Lotos Jazz Festival" in Polonia nel 2014

- 1967 – El Hombre (Prestige Records, PR/PRST 7513)
- 1968 – Strings! (Prestige Records, PR/PRST 7547)
- 1968 – East! (Prestige Records, PR/PRST 7562)
- 1968 – Baiyina (The Clear Evidence) (Prestige Records, PR/PRST 7589)
- 1970 – Desperado (Prestige Records, PR/PRST 7795)
- 1972 – The Visit! (Cobblestone Records, CST 9015) Ripubblicato nel 1975 con il titolo Footprints (Muse Records, MR 5096)
- 1974 – Pat Martino/Live! (Muse Records, MR 5026) Live
- 1975 – Consciousness (Muse Records, MR 5039)
- 1976 – Starbright (Warner Bros. Records, BS 2921)
- 1976 – We'll Be Together Again (Muse Records, MR 5090)
- 1976 – Joyous Lake (Warner Bros. Records, BS 2977)
- 1977 – Exit (Muse Records, MR 5075)
- 1987 – The Return (Muse Records, MR 5328)
- 1994 – Interchange (Muse Records, MCD 5529)
- 1995 – The Maker (Paddle Wheel, KCJ 229)
- 1996 – Nightwings (Muse Records, MCD 5552)
- 1997 – All Sides Now (Blue Note Records, CDP 7243 8 37627 2 9)
- 1997 – Cream (32 Jazz Records, 32041) Raccolta
- 1997 – Head and Heart (32 Jazz Records, 32050) Raccoglie su CD gli album Consciousness e Pat Martino/Live!
- 1998 – Stone Blue (Blue Note Records, CDP 7243 8 53082 2 2) a nome Pat Martino & Joyous Lake
- 1999 – Legends of Acid Jazz (Prestige Records, PRCD 24208 2) a nome Trudy Pitts with Pat Martino
- 1999 – First Light (32 Jazz Records, 32103) Raccoglie su CD gli album Joyous Lake e Starbright
- 1999 – Comin' & Goin (32 Jazz Records, 32143) Raccoglie su CD gli album Exit e The Return
- 1999 – Mission Accomplished (32 Jazz Records, 32151) Raccoglie su CD gli album Interchange e Nightwings
- 1999 – Impressions (Camden Deluxe, 74321 610802) Raccoglie su 2 CD gli album Pat Martino/Live!, Consciousness e Exit
- 1999 – Givin' Away the Store 3 (32 Jazz Records, 32182)
- 2000 – Conversation (Acoustic Music Records, 319 1227 242) a nome Michael Sagmeister and Pat Martino
- 2001 – Live at Yoshi's (Blue Note Records, CDP 599749) Live
- 2001 – Gravy (Prestige Records, PRCD-24254-2) Raccolta, a nome Willis Jackson with Pat Martino
- 2003 – Think Tank (Blue Note Records, 7243 5 42722 2 6)
- 2005 – Impressions: The Incredible Pat Martino (Savoy Jazz Records, SVY 17547) Raccolta
- 2006 – Remember: A Tribute to Wes Montgomery (Blue Note Records, 0946 3 11226 2 0)
- 2006 – Starbright / Joyous Lake (Collectables Records, COL-CD-7829) Raccolta su CD degli album Starbright e Joyous Lake
- 2011 – Footprints / Exit (Jazz Lips Records, JL779) Raccolta su CD degli album Footprints e Exit
- 2011 – Undeniable: Live at Blues Alley (HighNote Records, HCD 7231) Live, a nome Pat Martino Quartet
- 2012 – Alone Together (HighNote Records, Inc., HCD 7242)
- 2012 – We Are Together Again (Warner Music Japan, WPCR-14911) a nome Pat Martino with Gil Goldstein
- 2014 – Young Guns (HighNote Records, Inc., HCD 7258) a nome Gene Ludwig / Pat Martino Trio
- 2015 – Nexus (HighNote Records, Inc., HCD 7274) a nome Pat Martino, Jim Ridl
- 2017 – Formidable (HighNote Records, Inc., HCD 7307)